# Ateuchus parvum
Ateuchus parvum là một loài bọ cánh cứng trong họ Bọ hung (Scarabaeidae).